# Christoph Sattler
Christoph Romano Sattler (né le 24 décembre 1938 à Munich) est un architecte allemand et cofondateur du cabinet d'architectes Hilmer & Sattler.
Architecte prolifique, actif professionnellement depuis le début des années 1970, la plupart de ses réalisations les plus importants se situent dans le sud de l'Allemagne ou à Berlin. Bien qu'il soit connu pour un certain nombre de grands développements résidentiels de grande envergure, il a également attiré l'attention de la critique et du public avec des bâtiments et des structures publics tels que le Seeparkturm (tour dans un parc) (de) à Fribourg, le Kupferstichkabinett (musée des arts graphiques) à Berlin, diverses stations de métro comme celles d'Am Hart (Munich) et Mendelssohn-Bartholdy-Park (Berlin) et plusieurs galeries d'art, dont la controversée Gemäldegalerie à Berlin. Il a étudié plusieurs années au cours des années 1960 en Amérique du Nord en tant qu'étudiant de troisième cycle. Pendant cette période, il a travaillé pour l'entreprise Ludwig Mies van der Rohe,,,.
Christoph Sattler est fils et petit-fils d'architectes allemands.

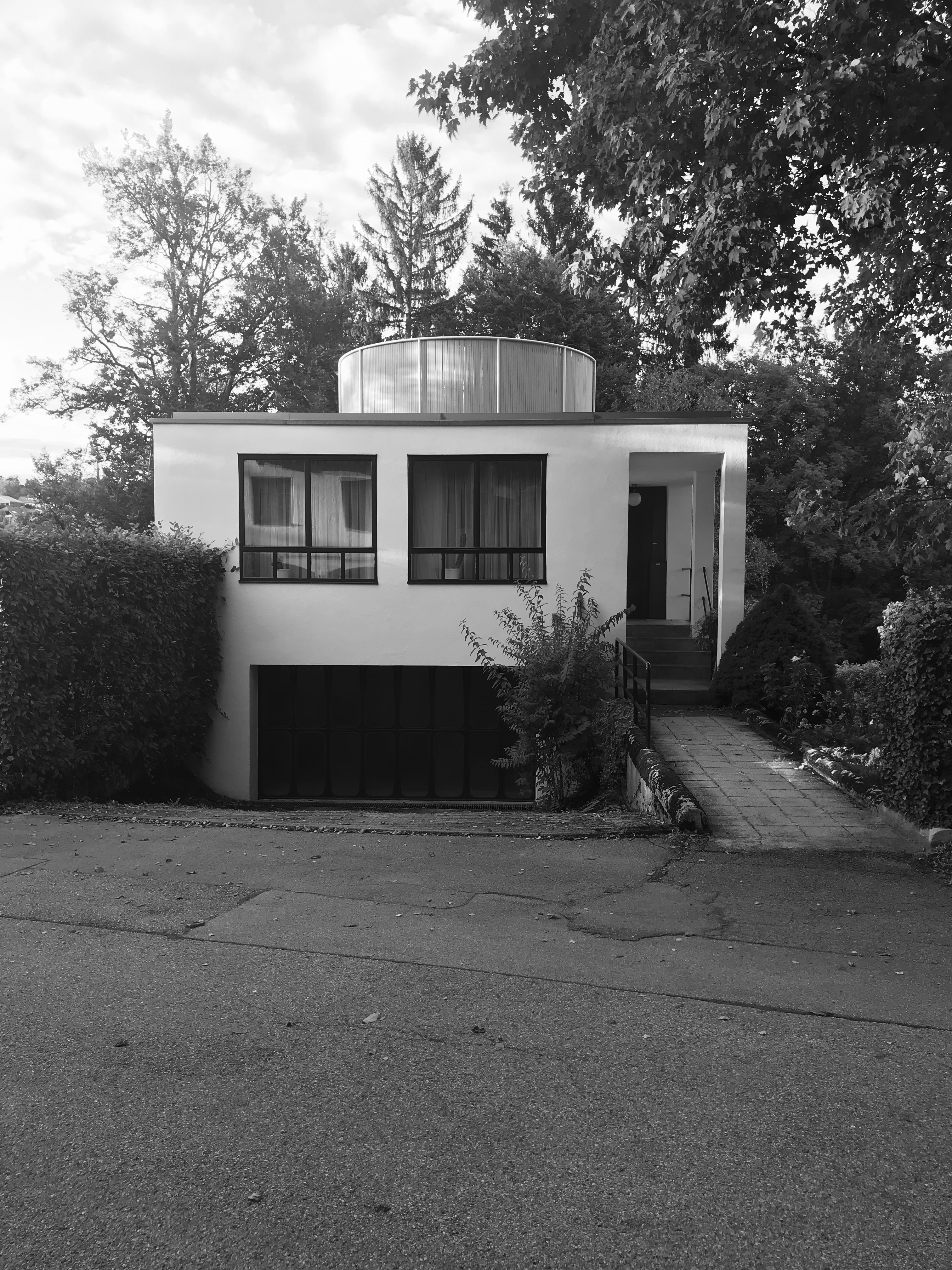
Wohnhaus Jürgen Habermas

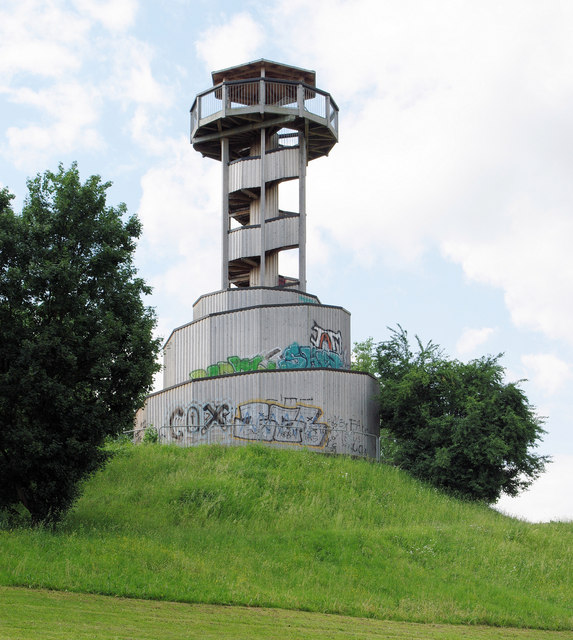
Seeparkturm

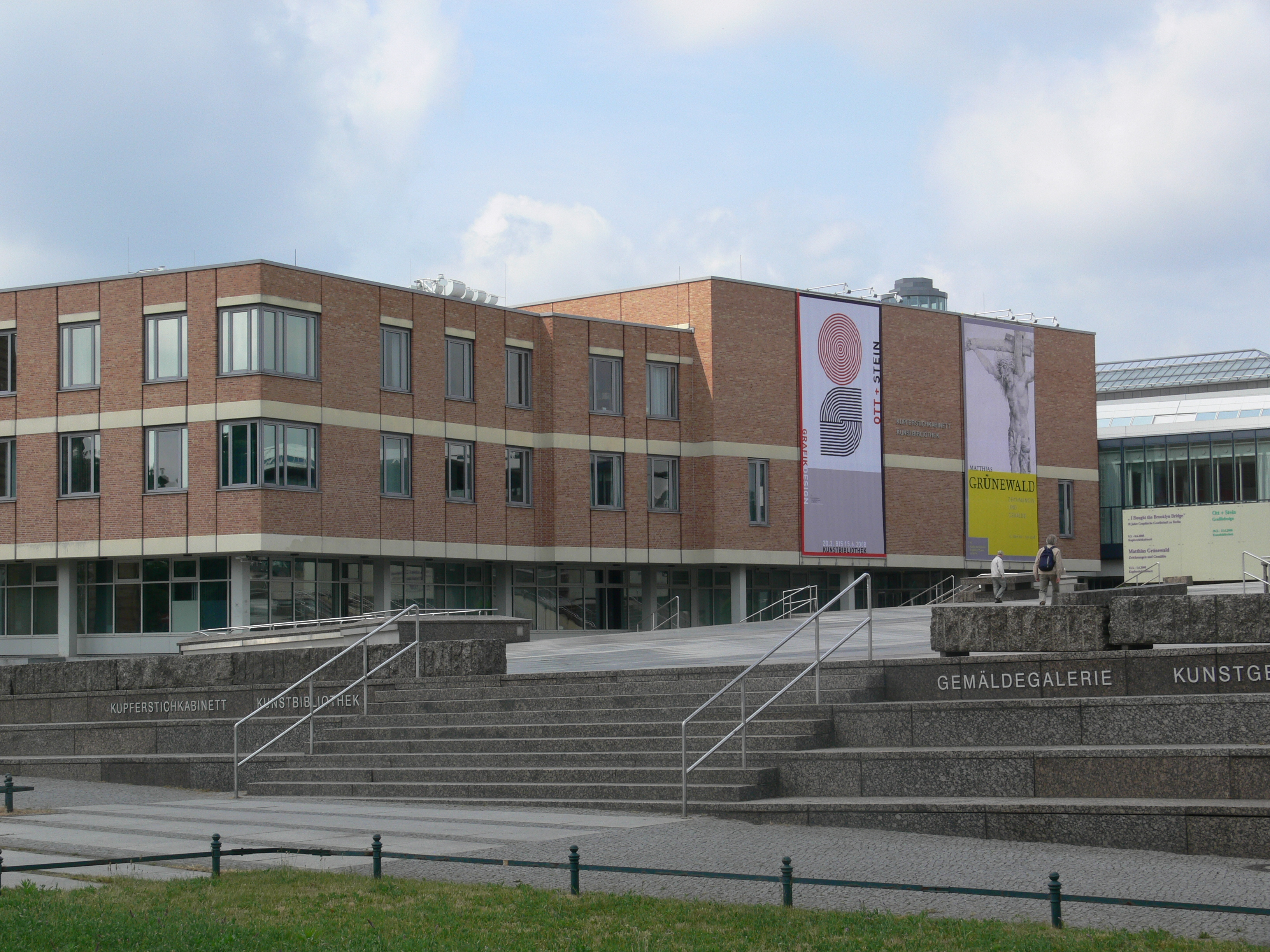
Berlin Kulturforum Kunstbibliothek und Kupferstichkabinett

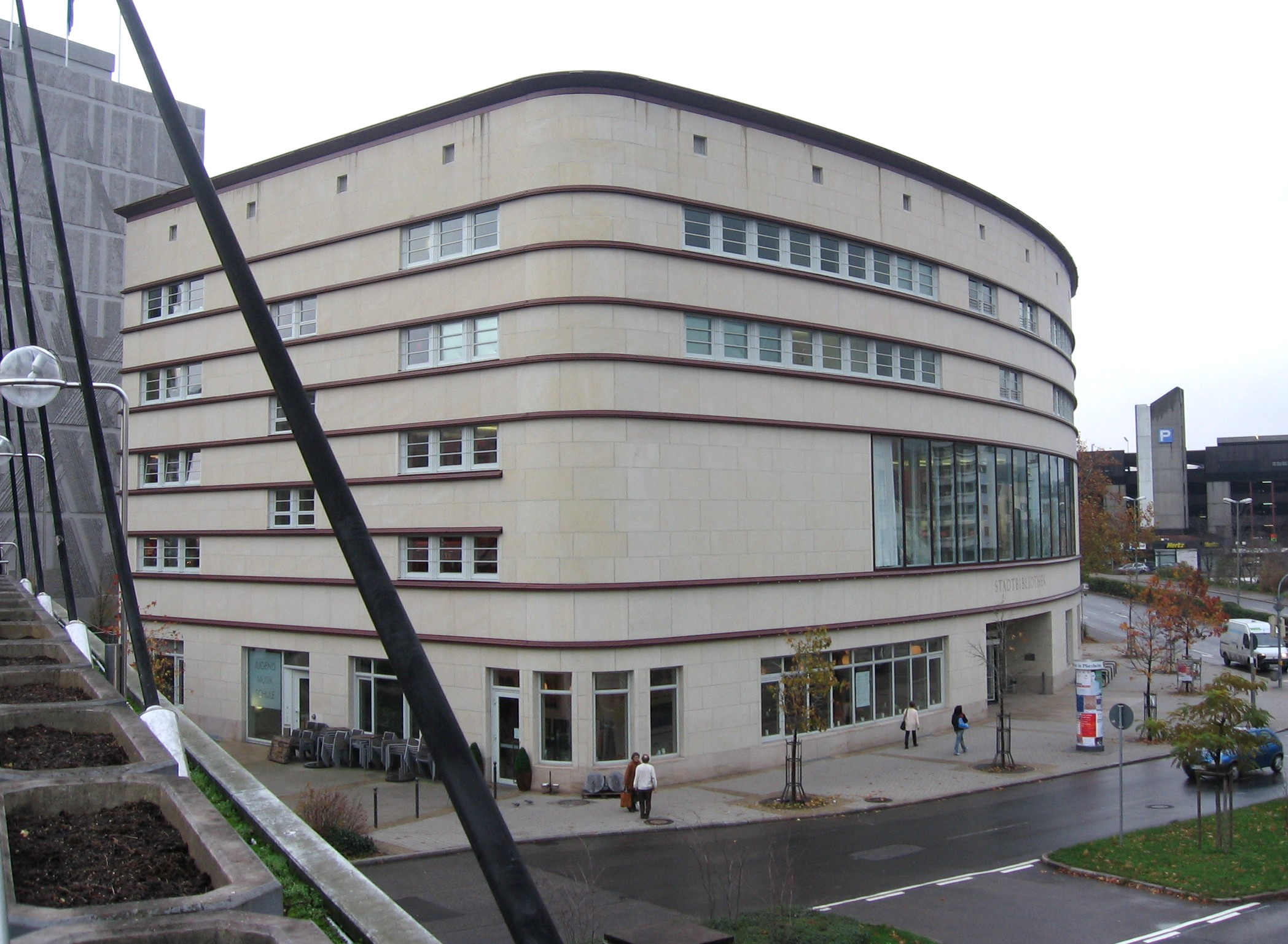
City library, Pforzheim

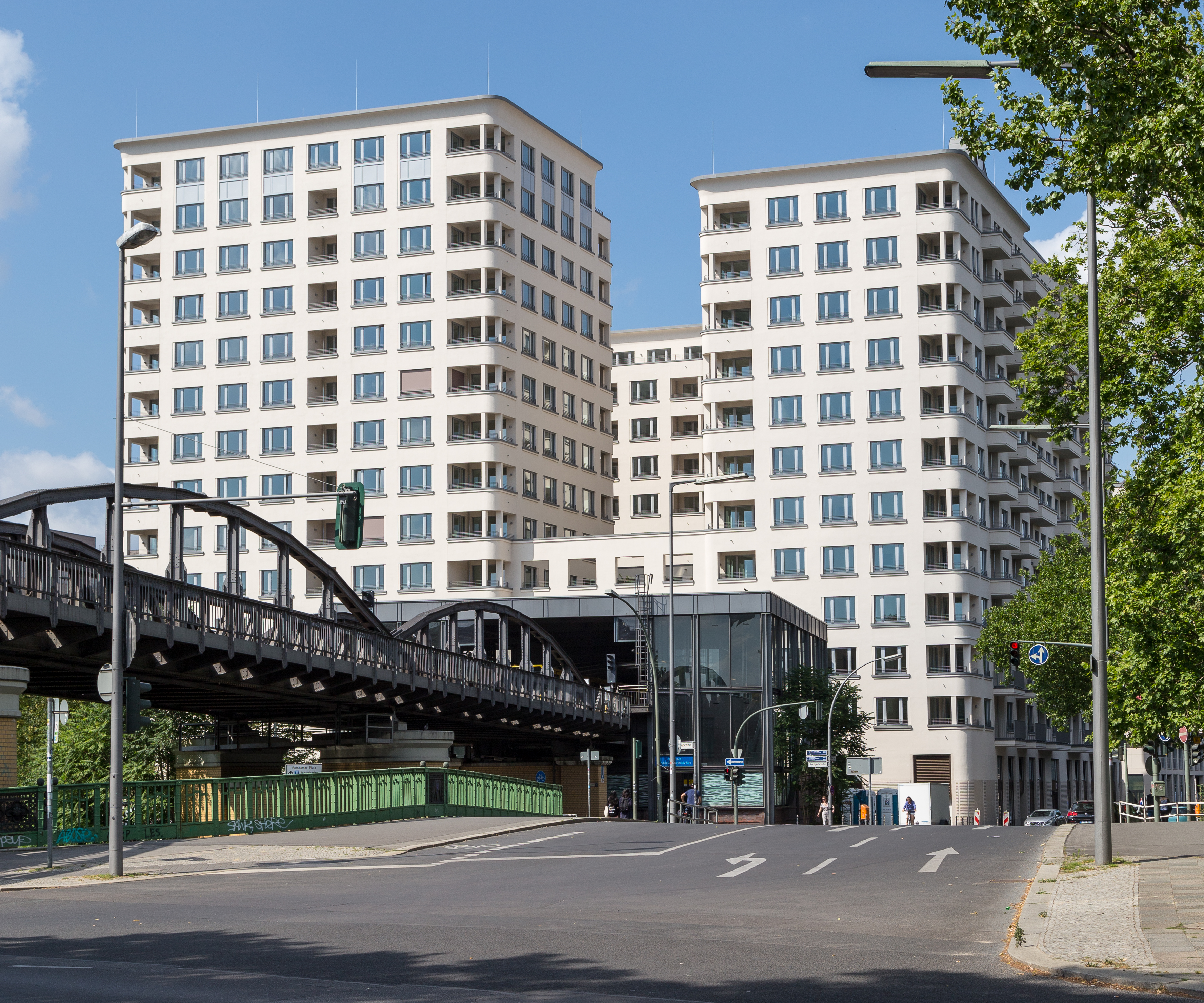
U-Bahnhof Mendelsohn-Bartholdy-Park

## Biographie
Christoph Sattler est né à Munich, une ville administrée après 1945 dans le cadre de la zone d'occupation américaine. Sur le plan culturel, social et politique, la Bavière (dont Munich est la capitale) a été fortement influencée par les États-Unis au cours des années dites Wirtschaftswunder, au cours desquelles il a grandi.
Il est né dans une famille aisée qui a traversé les douze années nazies sans avoir à subir de liens politiques nazis, selon le jugement des occupants militaires. Le parrain de Christoph Sattler était Romano Guardini, un prêtre théologien. A cet effet, pour célébrer ce lien, "Romano" est son deuxième prénom.
Sattler a déménagé à Chicago en 1963 où il a étudié à l'Illinois Institute of Technology. Entre 1963 et 1965, il a été formé par Myron Goldsmith et Ludwig Hilberseimer, travaillant également en 1964 pour Ludwig Mies van der Rohe.
Après avoir obtenu sa maîtrise ès sciences en 1965, il retourna en Allemagne de l'Ouest où, entre 1966 et 1973, il travailla au département de planification de Neue Heimat (NH), une entreprise de construction et de logement à but non lucratif basée à Hambourg et appartenant à la Confédération allemande des syndicats.
En 1974, Christoph Sattler s'associe à Heinz Hilmer (de) pour fonder le cabinet Hilmer & Sattler, basé à Munich.

## Adhésion
Christoph Sattler est membre de l'Association des architectes allemands

## Portfolio (sélection)
- 1969 (en cours) : Réhabilitation de la vieille ville médiévale de Karlsruhe
- 1971-1972 : Maison Habermas (maison d'habitation), Starnberg
- 1981 : Maison Wohnhaus Hans Herter (maison domestique), Munich
- 1979-1982 : Développement résidentiel « documenta urbana » (conceptualisation, planification et conception), Kassel
- 1986 : Seeparkturm (tour du parc) (de), Fribourg-en-Brisgau
- 1988 : Städtebaulicher Rahmenplan pour Pforzheim
- 1990-1993 : Studentenwohnheim Freiwasser, Eichstätt
- 1991 : Städtebauliche Gesamtplanung des Potsdamer et Leipziger Platzes
- 1993 : U-Bahnhof Am Hart, Munich
- 1994 : Kupferstichkabinett Berlin (Musée des estampes et des dessins)
- 1995-1997 : Modernisation du château d'Elmau
- 1995-2006 : Gare Potsdamer Platz, Berlin
- 1998 : U-Bahnhof Mendelssohn-Bartholdy-Park, Berlin
- 1998 : Berliner Gemäldegalerie (musée d'art photographique)
- 1998–2000 : Rénovation du bâtiment Martin Gropius, Kreuzberg
- 1999–2002 : Bibliothèque municipale et école de musique, Pforzheim
- 1999–2003 : Zweiter Bauabschnitt der « Fünf Höfe », Munich (Bauteil Salvatorstraße)
- 2000-2003 : Hôtel Ritz-Carlton (Potsdamer Platz), Berlin
- 2001–2003 et 2005 : Nouvelle Maison du Globe pour le Globe de Gottorf dans le parc du château de Gottorf
- 2005–2007 : Hôtel Charles, Munich
- 2009 : Centre de congrès Hôtel Einstein, Saint-Gall
- 2009 : Centre Beisheim, Berlin
- achevé en 2010 : Plan directeur pour Museumsinsel, Berlin, conjointement avec Oswald Mathias Ungers et David Chipperfield
- achevé en 2012 : Restauration Altes Museum, Berlin
- depuis 2009 : plan de développement urbain « Airtown » pour l'aéroport de Berlin-Brandebourg
- 2008–2014 : Nordbebauung der North Développement du siège du site fédéral de renseignement, Berlin (en collaboration avec Henn GmbH (architectes)
- 2017 : Musée Wiederaufbau Barberini, Potsdam
- 2017-2018 : MO82 (de), Munich

## Prix (sélection)
- 1977 : Prix de l'Association des architectes allemands (de) (Bavière) pour la Maison Habermas, Starnberg
- 1981 : Prix de l'Association des architectes allemands (Bavière) pour la maison Wohnhaus Hans Herter, Munich
- 2003 : Prix d'architecture de la capitale bavaroise, Munich